# لويس سالشوتز
لويس سالشوتز (بالألمانية: Louis Saalschütz) هو عالم رياضيات بروسي يهودي ولد في 1 ديسمبر 1835 وتوفي عام 1913.